# Anthicus hingstoni
Anthicus hingstoni is een keversoort uit de familie snoerhalskevers (Anthicidae). De wetenschappelijke naam van de soort is voor het eerst geldig gepubliceerd in 1927 door Blair.